# Theodorich I.
Theodorich I. († 451) byl v letech 419–451 králem Vizigótů. Podle některých pramenů byl synem Alaricha I., pravděpodobně však byl jeho zetěm. Nastoupil po Walliově smrti. Za jeho vlády byla uzavřena federátní smlouva s Římany, na jejímž základě císař Honorius Vizigótům povolil usadit se v jižní Galii (Akvitánii), kde fakticky vybudovali svoji říši, jež se nazývala podle hlavního města Tolosy (Toulouse) tolosánská. Za krále Theodoricha I. se její území rozšířilo dále do Hispánie. V roce 451 se král účastnil jako římský spojenec bitvy na Katalaunských polích proti Hunům, ve které padl. Tolosánské říši poté postupně vládli jeho tři synové Thorismund, Theodorich II. a Eurich.